# 갓길로 달리는 코뿔소
《갓길로 달리는 코뿔소》는 2022년에 개봉한 대한민국의 영화이다.

## 캐스팅
- 결휘 : 동석 역
- 문창길 : 순일 역
- 류제승 : 민구 역
- 소이 : 미나 역
- 강병구 : 순주 역
- 손제원 : 상환 역
- 차영남 : 진태 역
- 배명진 : 코치 역
- 이규희 : 소미 역
- 정경호 : 김기택 역
- 기주봉 : 이규연 역
- 윤병희 : 편의점 사장 역
- 장의수 : 동물농장 역
- 이석 : 재국 역
- 김태준 : 재민 역
- 홍은주 : 미진 역
- 최혜지 : 편의점알바 역
- 노사명 : 노사명선수 역
- 윤재민 : 윤재민관장 역
- 한동희 : 대회심판 역
- 이지훈 : 청무관단원 1 역
- 박상윤 : 청무관단원 2 역
- 이병진 : 청무관단원 3 역
- 권성민 : 청무관단원 4 역
- 정회동 : 청무관단원 5 역
- 신희철 : 청무관단원 6 역
- 양현진 : 청무관단원 7 역
- 박종환 : 청무관단원 8 역
- 문새암 : 청무관단원 9 역
- 엄윤아 : 소미친구 1 역
- 이순아 : 소미친구 2 역
- 김미수 : 소미친구 3 역
- 엄광용 : 주점선수 1 역
- 김용 : 주점선수 2 역
- 김선형 : 주점선수 3 역
- 유성간 : 주점선수 4 역
- 양정두 : 주점선수 5 역
- 박지희 : 주유소 손님 역
- 신동화 : 다이어트 복싱 1 역
- 심홍섭 : 다이어트 복싱 2 역
- 고재근 : 다이어트 복싱 3 역
- 이성영 : 다이어트 복싱 4 역
- 박소천 : 다이어트 복싱 5 역
- 이종범 : 다이어트 복싱 6 역
- 유정숙 : 다이어트 복싱 7 역
- 임금애 : 다이어트 복싱 8 역
- 임금자 : 다이어트 복싱 9 역